# صبح امروز
صبح امروز روزنامه متمایل به جریان اصلاحات به مدیرمسئولی سعید حجاریان و سردبیری علیرضا علوی‌تبار بود که از روز سه‌شنبه ۲۴ آذر ۱۳۷۷ در ایران منتشر شد. این روزنامه در جریان توقیف جمعی مطبوعات و با حکم سعید مرتضوی در اردیبهشت ۱۳۷۹ تعطیل شد.
این روزنامه در کنار روزنامه خرداد با انتشار بیشترین تحلیل‌ها و اخبار مربوط به ماجرای قتل‌های زنجیره‌ای ایران، آن را به پرونده‌ای ملی تبدیل نمودند.
اکبر گنجی، عباس عبدی، سعید رضوی فقیه و عمادالدین باقی از مهم‌ترین نویسندگان این روزنامه بودند.